# أييوس ديميتريوس (فويوتيا)
أييوس ديميتريوس (Άγιος Δημήτριος) هي قرية في فويوتيا في مقاطعة كينتريكي إلادا في اليونان.
يبلغ عدد سكانها حوالي 864   نسمة.